# Liste der griechischen Töpfer und Vasenmaler/R

## Namentlich bekannte Künstler
| Name   | Wikidata | Profession | Herkunft | Stil | Zeit   | Bemerkung | Beispiel |
| ------ | -------- | ---------- | -------- | ---- | ------ | --------- | -------- |
| Ranazu |          | Töpfer     | Etrurien | BU   | 7. Jh. |           |          |

## Nicht namentlich bekannte Künstler (Notnamen)
| Name                               | Wikidata                               | Profession                             | Herkunft                               | Stil                                   | Zeit                                   | Bemerkung | Beispiel                               |
| ---------------------------------- | -------------------------------------- | -------------------------------------- | -------------------------------------- | -------------------------------------- | -------------------------------------- | --- | -------------------------------------- |
| R.T.-Maler                         |                                        | Vasenmaler                             | Attika                                 | RF                                     |                                        | |                                        |
| Radi-Maler                         |                                        | Vasenmaler                             | Attika                                 | RF                                     |                                        | |                                        |
| Rainone-Maler                      |                                        | Vasenmaler                             | Apulien                                | RF                                     | 373-350                                | |                                        |
| Rayet-Maler                        |                                        | Vasenmaler                             | Attika                                 | RF                                     |                                        | |                                        |
| Maler von Reading 50 x 4           |                                        | Vasenmaler                             | Attika                                 | RF                                     |                                        | |                                        |
| Maler von Reading 51.7.13          |                                        | Vasenmaler                             | Apulien                                | RF                                     |                                        | |                                        |
| Maler der Reading-Lekanis          |                                        | Vasenmaler                             | Attika                                 | RF                                     |                                        | |                                        |
| Ready-Maler                        |                                        | Vasenmaler                             | Attika                                 | SF                                     | Ende 6. Jh.                            | |                                        |
| Red-Line-Maler                     | siehe unter Rote-Linie-Maler           | siehe unter Rote-Linie-Maler           | siehe unter Rote-Linie-Maler           | siehe unter Rote-Linie-Maler           | siehe unter Rote-Linie-Maler           | siehe unter Rote-Linie-Maler | siehe unter Rote-Linie-Maler           |
| Reggio-Maler                       |                                        | Vasenmaler                             | Korinth                                |                                        |                                        | |                                        |
| Maler von Reggio 7001              |                                        | Vasenmaler                             | Apulien                                | RF                                     | 1/3 4. Jh.                             | gehört zur Eumeniden-Gruppe |                                        |
| Rehearsal-Maler                    |                                        | Vasenmaler                             | Apulien                                | RF                                     |                                        | |                                        |
| Reigen-Maler                       |                                        | Vasenmaler                             | Korinth                                | SF                                     |                                        | |                                        |
| Reiter-Maler                       |                                        | Vasenmaler                             | Lakonien                               | SF                                     | 3/4 6. Jh.                             | einer der fünf lakonischen Meister |                                        |
| Reiterfries-Maler                  | siehe unter Kavalkade-Maler            | siehe unter Kavalkade-Maler            | siehe unter Kavalkade-Maler            | siehe unter Kavalkade-Maler            | siehe unter Kavalkade-Maler            | siehe unter Kavalkade-Maler | siehe unter Kavalkade-Maler            |
| Maler des Reisters vom Vatikan     | siehe unter Maler des Vatikan-Reiters  | siehe unter Maler des Vatikan-Reiters  | siehe unter Maler des Vatikan-Reiters  | siehe unter Maler des Vatikan-Reiters  | siehe unter Maler des Vatikan-Reiters  | siehe unter Maler des Vatikan-Reiters | siehe unter Maler des Vatikan-Reiters  |
| Rennes-Maler                       |                                        | Vasenmaler                             | Apulien                                | RF                                     |                                        | |                                        |
| Restauri-Maler                     |                                        | Vasenmaler                             | Korinth                                | SF                                     |                                        | |                                        |
| Retordet-Maler                     | siehe unter Maler der verdrehten Augen | siehe unter Maler der verdrehten Augen | siehe unter Maler der verdrehten Augen | siehe unter Maler der verdrehten Augen | siehe unter Maler der verdrehten Augen | siehe unter Maler der verdrehten Augen | siehe unter Maler der verdrehten Augen |
| Retorted-Maler                     | siehe unter Maler der verdrehten Augen | siehe unter Maler der verdrehten Augen | siehe unter Maler der verdrehten Augen | siehe unter Maler der verdrehten Augen | siehe unter Maler der verdrehten Augen | siehe unter Maler der verdrehten Augen | siehe unter Maler der verdrehten Augen |
| Revel-Maler                        |                                        | Vasenmaler                             | Sizilien / Kampanien                   | RF                                     |                                        | |                                        |
| Revelstoke-Maler                   |                                        | Vasenmaler                             | Korinth                                | SF                                     |                                        | |                                        |
| Revers S-Maler                     |                                        | Vasenmaler                             | Korinth                                | SF                                     |                                        | |                                        |
| Rhesos-Maler                       |                                        | Vasenmaler                             | Apulien                                |                                        |                                        | |                                        |
| Maler von Rhodos 10480             |                                        | Vasenmaler                             | Attika                                 | SF                                     |                                        | |                                        |
| Maler von Rhodos 11941             |                                        | Vasenmaler                             | Attika                                 | SF                                     | 3/3 6. Jh.                             | auch Maler der Schale Rhodos 11941 |                                        |
| Maler von Rhodos 12230             |                                        | Vasenmaler                             | Attika                                 | SF                                     |                                        | |                                        |
| Maler von Rhodos 12242             |                                        | Vasenmaler                             | Attika                                 | SF                                     |                                        | |                                        |
| Maler von Rhodos 13472             |                                        | Vasenmaler                             | Attika                                 | SF/WG                                  |                                        | aus der Athena/Bowdoin-Werkstatt |                                        |
| Ribbesbüttel-Maler                 |                                        | Vasenmaler                             | Attika                                 | RF                                     |                                        | |                                        |
| Ribbon-Maler                       |                                        | Vasenmaler                             | Nordionien / Etrurien                  | SF                                     | 3/4 6. Jh.                             | auch Maler von Louvre E 739, gehört zur Gruppe der Campana-Dinoi; nordionischer Maler, der in Etrurien tätig war                                                                               |                                        |
| Richmaond-Maler                    |                                        | Vasenmaler                             | Attika                                 | RF                                     | 450-425                                | |                                        |
| Ringfuß-Töpfer                     |                                        | Töpfer                                 | Attika                                 | RF                                     | Ende 6. Jh.                            | englisch Ring-foot potter |                                        |
| Rio-Maler                          |                                        | Vasenmaler                             | Apulien                                | RF                                     |                                        | |                                        |
| Robinson-Maler                     |                                        | Vasenmaler                             | Kampanien                              | RF                                     | 2/2 4. Jh.                             | Hauptvertreter der Robinson-Gruppe |                                        |
| Maler des Robinson-Tellers 44      |                                        | Vasenmaler                             | Attika                                 | RF/WG                                  |                                        | |                                        |
| Roccanova-Maler                    |                                        | Vasenmaler                             | Lukanien                               | RF                                     | 3/4 4. Jh.                             | |                                        |
| Rodin-Maler                        |                                        | Vasenmaler                             | Apulien                                | RF                                     | 380-360                                | gehört zur Karlsruhe-B-9-Dijon-Gruppe |                                        |
| Maler von Rodin 966                |                                        | Vasenmaler                             | Attika                                 | RF                                     | Mitte 4. Jh.                           | |                                        |
| Maler von Rodin 971                |                                        | Vasenmaler                             | Apulien                                | RF                                     | 310-300                                | |                                        |
| Maler von Rodin 1000               |                                        | Vasenmaler                             | Attika                                 | SF                                     |                                        | |                                        |
| Maler von Rodin 1060               |                                        | Vasenmaler                             | Attika                                 | RF                                     |                                        | |                                        |
| Roermond-Maler                     |                                        | Vasenmaler                             | Apulien                                | RF                                     | 350-335                                | gehört zur unter anderem nach ihm benannten Ruvo-512-Roermond-Gruppe |                                        |
| Rohan-Maler                        |                                        | Vasenmaler                             | Apulien                                | RF                                     |                                        | |                                        |
| Rosen-Maler                        |                                        | Vasenmaler                             | Apulien                                | GN                                     | zwischen Mitte 4. und Mitte 3. Jh.     | |                                        |
| Rosetten-Maler                     |                                        | Vasenmaler                             | Alexandria                             | HA                                     | 4/4 3. Jh.                             | |                                        |
| Rosoni-Maler                       |                                        | Vasenmaler                             | Etrurien                               | EK                                     | 2/4 6. Jh.                             | nach ihm ist die Rosoni-Gruppe benannt |                                        |
| Rot-Schwarz-Maler                  |                                        | Vasenmaler                             | Attika                                 | SF                                     | 4/4 7. Jh.                             | englisch Red-Black Painter |                                        |
| Rote-Linie-Maler                   |                                        | Vasenmaler                             | Attika                                 | SF                                     | frühes 5. Jh.                          | auch Red-Line-Maler und Maler der roten Linie; gehört zur Leagros-Gruppe und ist namensgebend für die Klasse der Pelike des Rote-Linie-Malers und die Klasse der Oinoche des Rote-Linie-Malers |                                        |
| Maler der roten Linie              | siehe unter Roten-Linie-Maler          | siehe unter Roten-Linie-Maler          | siehe unter Roten-Linie-Maler          | siehe unter Roten-Linie-Maler          | siehe unter Roten-Linie-Maler          | siehe unter Roten-Linie-Maler | siehe unter Roten-Linie-Maler          |
| Rote Punkt-Maler                   |                                        | Vasenmaler                             | Korinth                                | SF                                     |                                        | |                                        |
| Rottiers-Maler                     |                                        | Vasenmaler                             | Melos                                  | GE                                     | 4/4 8. Jh.                             | Hauptmaler der Werkstatt des Rottiers-Malers |                                        |
| Maler von Rouen 531                |                                        | Vasenmaler                             | Attika                                 | SF                                     |                                        | |                                        |
| Royal Library-Maler                |                                        | Vasenmaler                             | Korinth                                | SF                                     | Anfang 6. Jh.                          | |                                        |
| Rueff-Maler                        |                                        | Vasenmaler                             | Apulien                                | RF                                     |                                        | |                                        |
| Maler der runden Hydrien im Louvre |                                        | Vasenmaler                             | Attika                                 | SF                                     |                                        | |                                        |
| Maler von Ruvo 325                 |                                        | Vasenmaler                             | Attika                                 | RF                                     | 350-335                                | gehört zur unter anderem nach ihm benannten Ruvo-512-Roermond-Gruppe |                                        |
| Maler von Ruvo 407-8               |                                        | Vasenmaler                             | Apulien                                | RF                                     | 2/3 4. Jh.                             | gehört zur Stupsnasen-Gruppe |                                        |
| Maler von Ruvo 423                 |                                        | Vasenmaler                             | Apulien                                | RF                                     | Mitte 4. Jh.                           | namensgebender Hauptmaler der Gruppe von Ruvo 423 |                                        |
| Maler von Ruvo 512                 |                                        | Vasenmaler                             | Apulien                                | RF                                     | Mitte 4. Jh.                           | |                                        |
| Maler von Ruvo 892                 |                                        | Vasenmaler                             | Apulien                                | RF                                     | 380-360                                | Mitglied und einer der Namensgeber der Karlsruhe-B-9-Dijon-Gruppe sowie der Gruppe von Ruvo 892                                                                                                |                                        |
| Maler von Ruvo 1346                |                                        | Vasenmaler                             | Attika                                 | RF                                     |                                        | |                                        |
| Maler von Ruvo 1348                |                                        | Vasenmaler                             | Apulien                                | RF                                     |                                        | |                                        |
| Maler von Ruvo 1364                |                                        | Vasenmaler                             | Apulien                                | RF                                     | 380-370                                | |                                        |
| Maler von Ruvo 1497                |                                        | Vasenmaler                             | Apulien                                | RF                                     |                                        | |                                        |
| Rycroft-Maler                      |                                        | Vasenmaler                             | Attika                                 | SF                                     | 4/4 6. Jh.                             | |                                        |

## Gruppen
| Name                                 | Wikidata                             | Profession                           | Herkunft                             | Stil                                 | Zeit                                 | Bemerkung | Beispiel                             |
| ------------------------------------ | ------------------------------------ | ------------------------------------ | ------------------------------------ | ------------------------------------ | ------------------------------------ | --- | ------------------------------------ |
| Gruppe R                             |                                      | Vasenmaler                           | Attika                               | RF/WG                                | 2/2 5. Jh.                           | benannt nach dem Schilf-Maler (englisch Reed Painter) als Hauptvertreter                                                                                                 |                                      |
| Ragusa-Gruppe                        |                                      | Vasenmaler                           | Attika                               | SF                                   | 1/3 6. Jh.                           | |                                      |
| Gruppo del ramo a punti              |                                      | Vasenmaler                           | Apulien                              | GN                                   |                                      | |                                      |
| Rancate-Gruppe                       |                                      | Vasenmaler                           | Sizilien                             | RF                                   |                                      | gehört zur Lentini-Gruppe |                                      |
| Randazzo-Gruppe                      |                                      | Vasenmaler                           | Sizilien                             | RF                                   | 3/4 4. Jh.                           | gehört zur Lentini-Manfria-Gruppe |                                      |
| Rassel-Gruppe                        |                                      | Vasenmaler                           | Attika                               | SG                                   | 730-720                              | auch Rattle-Gruppe, zur Gruppe gehören die Maler A und B |                                      |
| Rattle-Gruppe                        | siehe unter Rassel-Gruppe            | siehe unter Rassel-Gruppe            | siehe unter Rassel-Gruppe            | siehe unter Rassel-Gruppe            | siehe unter Rassel-Gruppe            | siehe unter Rassel-Gruppe | siehe unter Rassel-Gruppe            |
| Rauten-Gruppe                        |                                      | Vasenmaler                           | Apulien                              | RF                                   |                                      | |                                      |
| Red-Swan-Gruppe                      | siehe unter Gruppe des roten Schwans | siehe unter Gruppe des roten Schwans | siehe unter Gruppe des roten Schwans | siehe unter Gruppe des roten Schwans | siehe unter Gruppe des roten Schwans | siehe unter Gruppe des roten Schwans | siehe unter Gruppe des roten Schwans |
| Reggio-Gruppe                        |                                      | Vasenmaler                           | Lukanien                             | RF                                   | um 400                               | |                                      |
| Revelstoke-Gruppe                    |                                      | Vasenmaler                           | Attika                               | RF/WG                                |                                      | |                                      |
| Reverse-Gruppe von Ferrara T 473     |                                      | Vasenmaler                           | Attika                               | RF                                   |                                      | |                                      |
| Reverse-Gruppe von London F 81       |                                      | Vasenmaler                           | Attika                               | RF                                   |                                      | |                                      |
| Reverse-Gruppe von Neapel 977        |                                      | Vasenmaler                           | Attika                               | RF                                   |                                      | |                                      |
| Gruppe von Rhodos 6474               |                                      | Vasenmaler                           | Attika                               | SF                                   |                                      | |                                      |
| Gruppe von Rhodos 11941              |                                      | Vasenmaler                           | Attika                               | SF                                   | Mitte 6. Jh.                         | Kleinmeister |                                      |
| Gruppe von Rhodos 11966              |                                      | Vasenmaler                           | Attika                               | RF                                   | 460-450                              | |                                      |
| Gruppe von Rhodos 12264              |                                      | Vasenmaler                           | Attika                               | SF                                   | Mitte 6. Jh.                         | Kleinmeister |                                      |
| Gruppe von Rhodos 13485              |                                      | Vasenmaler                           | Attika                               | SF                                   |                                      | |                                      |
| Rhomboid-Gruppe                      |                                      | Vasenmaler                           | Kampanien                            | RF                                   | 330-310                              | zur Gruppe gehören der Branicki-Maler und der Maler von B.M. F 229 |                                      |
| Gruppe der riesigen Lekythen         | siehe unter Gruppe der Huge Lekythoi | siehe unter Gruppe der Huge Lekythoi | siehe unter Gruppe der Huge Lekythoi | siehe unter Gruppe der Huge Lekythoi | siehe unter Gruppe der Huge Lekythoi | siehe unter Gruppe der Huge Lekythoi | siehe unter Gruppe der Huge Lekythoi |
| Robinson-Gruppe                      |                                      | Vasenmaler                           | Attika                               | SF                                   | 2/2 5. Jh.                           | Maler Panathenäischer Preisamphoren |                                      |
| Robinson-Gruppe                      |                                      | Vasenmaler                           | Cumae                                | RF                                   | 2/2 4. Jh.                           | zur Gruppe gehören der namensgebende Robinson-Maler sowie der Palmer-Jakobsmuschel-Maler, der Bonython-Maler, der De-Bellis-Maler, der Maler der Fischteller in Bordeaux |                                      |
| Gruppe von Rodin 152                 |                                      | Vasenmaler                           | Attika                               | SF                                   |                                      | |                                      |
| Gruppe der Rodiner Lekythos          |                                      | Vasenmaler                           | Attika                               | RF                                   |                                      | |                                      |
| Rosoni-Gruppe                        |                                      | Vasenmaler                           | Etrurien                             | EK                                   | 1/2 6. Jh.                           | benannt nach dem Hauptvertreter, dem Rosoni-Maler, besteht zudem aus dem Maler der geknoteten Schwänze                                                                   |                                      |
| Rossini-Gruppe                       |                                      | Vasenmaler                           | Etrurien                             | EK                                   | 1/2 6. Jh.                           | |                                      |
| Rot-und-Weiß-Gruppe                  |                                      | Vasenmaler                           | Lukanien                             | RF                                   |                                      | |                                      |
| Gruppe der roten Schwäne             | siehe unter Gruppe des roten Schwans | siehe unter Gruppe des roten Schwans | siehe unter Gruppe des roten Schwans | siehe unter Gruppe des roten Schwans | siehe unter Gruppe des roten Schwans | siehe unter Gruppe des roten Schwans | siehe unter Gruppe des roten Schwans |
| Gruppe des roten Schwans             |                                      | Vasenmaler                           | Apulien                              | RF                                   | 4. Jh.                               | auch Red-Swan-Gruppe und Gruppe der roten Schwäne; möglicherweise eher eine keramische Gattung innerhalb der Xenon-Gattung als nur eine Künstlergruppe                   |                                      |
| Gruppe der rückwärtsschauenden Vögel |                                      | Vasenmaler                           | Korinth                              | SF                                   |                                      | |                                      |
| Rundohr-Gruppe                       |                                      | Vasenmaler                           | Apulien                              | RF                                   |                                      | englisch Round Ear Group |                                      |
| Running Man Group                    |                                      | Vasenmaler                           | Rhodos                               | FI                                   | 3/4 6. Jh.                           | |                                      |
| Gruppe von Ruvo 423                  |                                      | Vasenmaler                           | Apulien                              | RF                                   | Mitte 4. Jh.                         | benannt nach dem Hauptmaler Maler von Ruvo 423 |                                      |
| Gruppe von Ruvo 892                  |                                      | Vasenmaler                           | Apulien                              | RF                                   | 380-360                              | benannt nach dem Maler von Ruvo 892, gehört zur Karlsruhe-B-9-Dijon-Gruppe                                                                                               |                                      |
| Ruvo-512-Roermond-Gruppe             |                                      | Vasenmaler                           | Apulien                              | RF                                   | 350-335                              | zur Gruppe gehören der Maler von Bari 6408, Maler von Genf MF 290 sowie die namensgebenden Maler von Ruvo 512 und der Roermond-Maler                                     |                                      |

## Klassen
| Name                       | Wikidata                      | Profession                    | Herkunft                      | Stil                          | Zeit                          | Bemerkung                                                                                          | Beispiel                      |
| -------------------------- | ----------------------------- | ----------------------------- | ----------------------------- | ----------------------------- | ----------------------------- | -------------------------------------------------------------------------------------------------- | ----------------------------- |
| Klasse R                   |                               | Töpfer                        | Attika                        | RF/PL                         |                               | |                               |
| R.S.-Klasse                |                               | Töpfer                        | Attika                        | SF                            |                               | Töpfer von Oinochoen                                                                               |                               |
| Red-Line-Klasse            | siehe unter Rote-Linie-Klasse | siehe unter Rote-Linie-Klasse | siehe unter Rote-Linie-Klasse | siehe unter Rote-Linie-Klasse | siehe unter Rote-Linie-Klasse | siehe unter Rote-Linie-Klasse                                                                      | siehe unter Rote-Linie-Klasse |
| Reverse-Palmetten-Klasse   |                               | Töpfer                        | Attika                        | SF                            |                               | |                               |
| Klasse von Rhodos 6595     |                               | Töpfer                        | Attika                        | SF                            |                               | |                               |
| Klasse von Rhodos 12242    |                               | Töpfer                        | Attika                        | SF                            |                               | |                               |
| Ringkragen-Klasse          |                               | Töpfer                        | Attika                        | SF                            |                               | Töpfer von Oinochoen                                                                               |                               |
| Rote-Linie-Klasse          |                               | Töpfer                        | Attika                        | SF                            |                               | auch Red-Line-Klasse, benannt nach dem Rote-Linie-Maler                                            |                               |
| Klasse der roten Oinochoen |                               | Töpfermaler                   | Attika                        | SF                            | um 500                        | englisch Class of the Red-Bodied Oinochoai III; innerhalb von Beazleys System die Klasse der Chous |                               |

## Werkstätten
| Name                          | Wikidata | Profession  | Herkunft | Stil | Zeit       | Bemerkung                                           | Beispiel |
| ----------------------------- | -------- | ----------- | -------- | ---- | ---------- | --------------------------------------------------- | -------- |
| Werkstatt des Rottiers-Malers |          | Töpfermaler | Melos    | GE   | 4/4 8. Jh. | Hauptvertreter ist der namensgebende Rottiers-Maler |          |